# Едвард Лоу
Едвард «Нед» Лоу (англ. Edward «Ned» Low; 1690—1724) — сумнозвісний пірат англійського походження, що діяв наприкінці Золотої доби піратства, на початку XVIII століття. Лоу народився в бідній родині у Вестмінстері, Лондон і з раннього дитинства був злодієм. У молодості він переїхав до Бостона, штат Массачусетс. В 1722 році він став піратом, діяв біля берегів Нової Англії та Азорських островів, а також у Карибському морі.
За свою коротку кар'єру Лоу та його піратські команди захопили щонайменше сотню кораблів, більшість з яких спалили. Хоча його активна кар'єра продовжувалась лише три роки, Лоу став сумновідомим як один із найжорстокіших піратів свого часу, який практикував жорстокі катування та вбивства своїх жертв.
Сер Артур Конан Дойл описав Лоу як «дику й відчайдушну» людину «дивовижної та гротескної жорстокості». «Нью-Йорк Таймс» назвала його мучителем, чиї методи «віддали честь винахідливості іспанської інквізиції в її найтемніші дні». Обставини смерті Лоу, яка сталася приблизно в 1724 році, залишаються предметом різноманітних припущень.

## Молоді роки в Англії
Відповідно до «Загальної історії піратів» Чарльза Джонсона, Едвард Лоу народився у Вестмінстері, Лондон, Англія, у 1690 році. Його описували як людину неписьменну, «сварливого характеру» і завжди готового до обману, яка «вела дике життя на вулицях своєї рідної парафії». У молодості він був кишеньковим злодієм і гравцем, який грав у азартні ігри з лакеями розміщеної неподалік Палати громад.
Більшість його родини, здається, були злодіями. Його брат Річард був маленьким для свого віку, і, кажуть, його носили в кошику на спині друга; у натовпі Річард хапав у перехожих капелюхи та перуки. Пізніше Річард взявся до інших форм кримінальної діяльності і закінчив повішенням у Тайберні в 1707 році за крадіжку будинку в Степні.

## Життя в Бостоні
З часом Лоу відійшов від кишенькових крадіжок і звернувся до грабіжництва. Близько 1710 року він покинув Англію та вирушив до Нового Світу. Він провів три-чотири роки в різних місцях, перш ніж оселитися в Бостоні, штат Массачусетс. 12 серпня 1714 року він одружився з Елізою Марбл у Першій церкві Бостона. У пари народився син, який помер немовлям, а потім донька на ім'я Єлизавета, яка народилася взимку 1719 року.
Еліза померла під час пологів, залишивши Лоу з маленькою дочкою. Втрата дружини глибоко вплинула на Лоу і у своїй піратській кар'єрі він часто висловлював жаль про покинуту доньку і відмовлявся примушувати одружених чоловіків приєднатися до його команди. Він також дозволяв полоненим жінкам безпечно повернутися в порт. Спочатку чесно працюючи такелажником, на початку 1722 року він приєднався до команди з дванадцяти чоловіків на шлюпі, який мав вирушити до Гондурасу, де вони планували зібрати партію деревини для перепродажу в Бостоні.
Лоу влаштувався на роботу як наглядач за доставкою і завантаженням деревини на корабель. Одного разу він повернувся після роботи зголоднілим на корабель, але капітан відмовив йому у його проханні і сказав, що на їжу доведеться почекати, а поки що Лоу та його люди можуть задовольняитись замість їжі ромом. У відповідь Лоу «взяв заряджений мушкет і вистрілив у капітана, але промахнувся, [і] попав іншому бідолашному в горло».
Після цього невдалого заколоту, Лоу та його друзі були змушені втікти з корабля. Через день Лоу очолив банду з дванадцяти чоловік, до якої входив Френсіс Фаррінгтон Спріггс, який згодом сам став сумнозвісним піратом, яка запланувала захопити невеликий шлюп біля узбережжя Род-Айленда. Убивши одного чоловіка під час захоплення, Лоу та його команда стали піратами, вирішивши «плавати на кораблі з чорним прапором і оголосити війну всьому світу».

## Піратство

### Перший помічник капітана

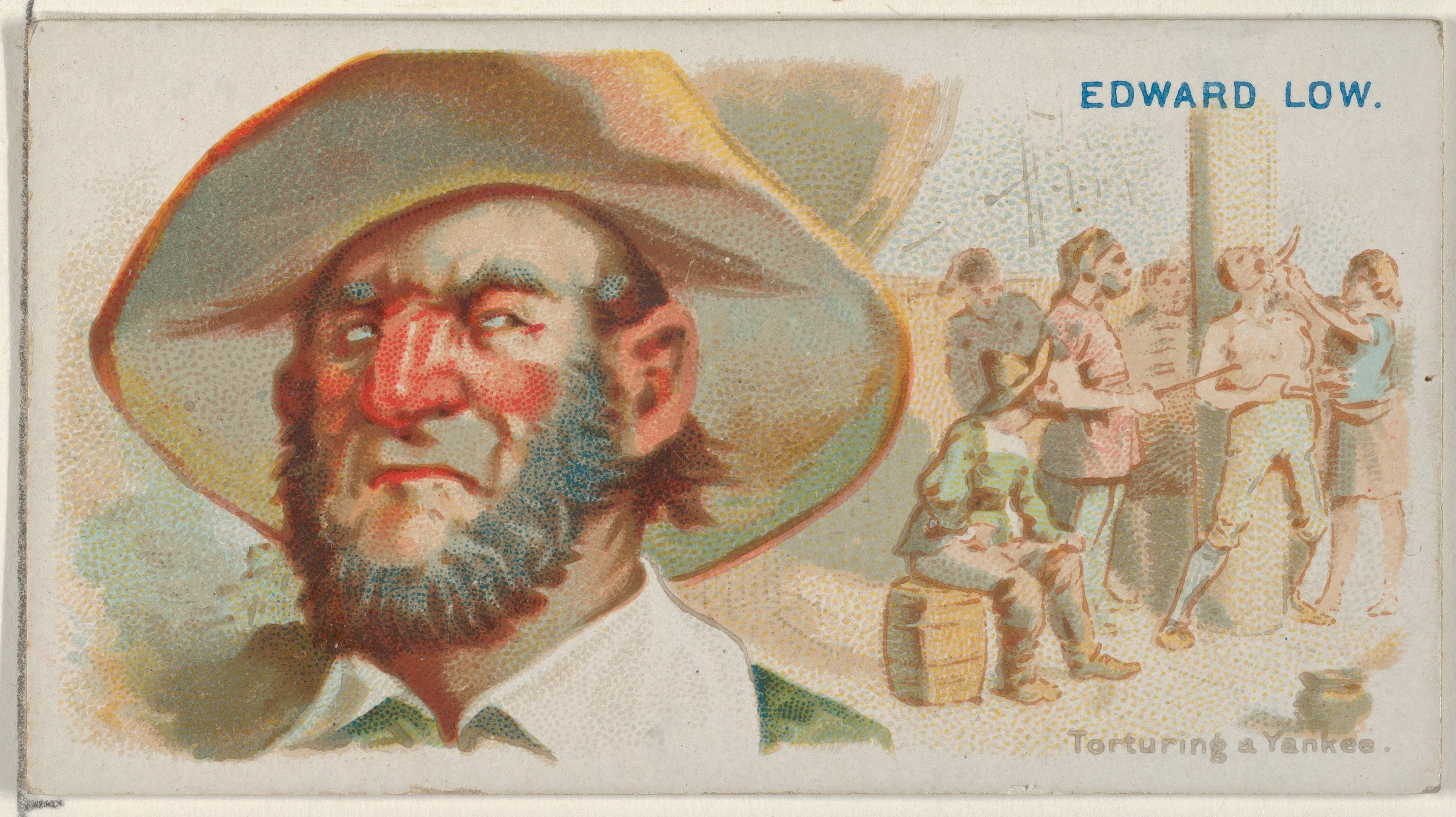
Едвард Лоу піддає тортурам янкі, із серії «Пірати Іспанії» (N19) для Allen & Ginter

На своєму щойно захопленому кораблі Лоу став займатись піратством на популярному судноплавному маршруті між Бостоном і Нью-Йорком. За кілька днів він і його команда захопили шлюп з Род-Айленда і пограбували його. Пірати зрізали на захопленому кораблі такелаж, щоб уповільнити його повернення в порт і підняття тривоги. Потім він захопив кілька неозброєних торгових кораблів біля Порт-Розмарі.
Відтак Лоу вирушив на південь в Карибське море і почав діяти у водах навколо Кайманових островів, де він став помічником відомого пірата Джорджа Лоутера на кораблі «Happy Delivery», 100- тонного шлюпа Род-Айленда з вісьмома стандартними та десятьма вертлюжними гарматами. Після того, як цей корабель був «знищений індіанцями», Лоутер і його команда пересіли на шлюп під назвою «Ranger». Екіпаж Лоутера постійно поповнювався відчайдушними моряками, які хотіли приєднатися до нього. Швидко набувши смаку до жорстокості, Лоу навчив своїх поплічників техніці тортур, яка передбачала зв'язування рук жертви мотузкою між пальцями та підпалювання, що призводило до спалювання тіла до кісток.
Після низки успішних рейдів Лоутер зрештою 28 травня 1722 року захопив велику 6-гарматну бригантину «Rebecca». Він віддав цей корабель під керівництво Лоу, який після цього мирно розірвав партнерство з Лоутером, маючи на «Rebecca» вдасну команду з 44 осіб.

### Піратський капітан
Під час одного сумновідомого нападу в червні 1722 року, Лоу та його команда напали на тринадцять рибальських суден Нової Англії, які стояли на якорі в Порт-Розуей біля Шелберну на півострові Нова Шотландія. Незважаючи на те, що екіпаж Лоу значно поступався в кількості рибалкам, він підняв прапор «Веселий Роджер» і оголосив, що рибалкам не буде пощади, якщо хтось наважиться чинить опір. Рибальський флот підкорився, і люди Лоу пограбували усі судна. Лоу обрав найбільшу, 80-тонну шхуну, яку він перейменував у «The Fancy» і озброїв 10 гарматами, щоб перетворити корабель на свій флагман. Він потопив інші кораблі рибальського флоту і покинув свій старий корабель «Rebecca».
У газеті «Boston News-Letter» від 9 липня 1722 року було опубліковано список тих, хто був захоплений Лоу. Кілька рибалок були змушені приєднатися до Лоу, у тому числі Філіп Ештон, який утік від піратів у травні 1723 року на острові Роатан в групі Іслас-де-ла-Байя біля узбережжя Гондурасу і який написав детальну розповідь про життя на борту піратського корабля Лоу. До втечі Ештона його багато разів били, шмагали батогом, тримали в ланцюгах і погрожували смертю — особливо квартирмейстер Лоу Джон Рассел — оскільки він відмовився підписати піратський кодекс Лоу і стати піратом.
Лоу часто використовував тактику підняття фальшивих прапорів і наближення під ними до нічого не підозрюючого судна. Біля узбережжя Сент-Джонса на о.Ньюфаундленд, Лоу прийняв повністю озброєного військовий корабель за рибальський човен і ледве врятувався. Він перейшов до затоки Консепшн, захопивши кілька човнів навколо Великої Ньюфаундлендської банки на південний схід від Ньюфаундленду, перш ніж перетнути Атлантику в напрямку Азорських островів. Там він захопив французький (або португальський — джерела відрізняються) пінк (тип судна), колишній військовий корабель з вузькою кормою, який Лоу переозброїв і переобладнав як свій новий флагман, назвавши його «Rose Pink». Він також захопив англійське судно з двома португальськими пасажирами на борту. Лоу наказав своїй команді кілька разів підняти їх і скинути з реї, поки вони не загинули. Звідти він перемістився на Канарські острови, відтак на острови Кабо-Верде, а потім знову перетнув океан і повернувся до узбережжя Бразилії, куди його корабель віднесло поганою погодою.
Лоу відмовився від планів нападати на судноплавство біля берегів Бразилії та рушив до Карибського моря. Джордж Робертс, помічник на британському кораблі «King Sagamore», розповів про зустріч з Лоу на борту «Rose Pink». Корабель Робертса був захоплений Лоу, який на той час вже керував цілою піратською флотилією і називав себе «комодором».

### ПерекиданняRose Pink
В сорока лігах (120 морських миль або близько 220 км) на схід від Суринаму, Лоу та його флот із двох кораблів («Rose Pink» та «The Fancy», капітаном якого був молодий Чарльз Гарріс), кинули якір, щоб провести біля узбережжя кілювання (процес видалення наростів рослинності із зовнішнього боку човнів) своїх кораблів, оскільки сухий док не був доступний для піратів.
Все ще відносно недосвідчений, Лоу наказав занадто багатьом людям вийти ззовні човна, щоб працювати над нарощуванням, і «Rose Pink» перекинулася занадто далеко. Ілюмінатори залишили відкритими, через них у судно потрапила вода й затонуло, взявши з собою двох чоловіків. «Rose Pink» перевозила більшу частину провіанту, а Лоу, який тепер був капітаном захопленої шхуни «Squirrel», і його команда були змушені суворо обмежувати свою кількість прісної води півпінтою (близько 275 мл) на людину в день.
Не досягнувши свого початкового пункту призначення на о.Тобаго через слабкий вітер і сильну течію, виснажений флот Лоу дістався до Гренади, острова, що належав Франції. Сховавши більшість своїх людей під палубою, він отримав дозвол відправити людей на берег за водою. Наступного дня до корабля Лоу підійшов французький шлюп для проведення розслідування, але був захоплений, коли люди Лоу вийшли з укриття. Лоу, який тепер командував захопленим шлюпом (перейменованим на «Ranger»), передав шхуну «Squirrel» своєму квартирмейстеру Спріггсу, який перейменував її на «Delight» і відплив посеред ночі з невеликим екіпажем після суперечки з Лоу відносно поведінки одного з членів екіпажу Спріггса.

### Початок 1723 року
Новий флот Лоу захопив багато інших шлюпів, у тому числі один Лоу зберіг, назвавши його «Fortune». Під час суду 10 липня 1723 року над кількома членами екіпажу Лоу, матрос на борту «Fortune» на ім'я Джон Велланд розповів, як Лоу пограбував його човен, включно з золотом на суму 150 фунтів стерлінгів, а потім побив його і відрізав йому вухо саблею….
Після цього 25 січня 1723 року флот Лоу захопив португальський корабель під назвою «Nostra Signiora de Victoria». Її капітан вирішив за краще викинути мішок з приблизно 11 000 золотих муйдорів (вартістю на той час близько 15 000 фунтів стерлінгів) за борт, ніж віддати його піатам. Це спровокувало один із найвідоміших епізодів жорстокості Лоу: у своєму гніві він відрізав губи португальського капітана різаком, підсмажив їх і змусив жертву з'їсти їх, поки вони були ще гарячими. Потім він убив решту екіпажу. Власні люди Лоу описували його як «маніяка та грубіяна».
Одна історія описує, як Лоу спалив живцем французького кухаря, кажучи, що він «жирний хлопець, який буде добре підсмажуватись», а в іншій розповідається, що він одного разу зарубав 53 іспанських полонених своєю саблею. Деякі історики, включаючи Девіда Кордінглі, вважають, що це було зроблено навмисно, щоб культивувати жорстокий образ. Історик Едвард Леслі описав Лоу як психопата з історією, наповненою «каліченнями, випотрошеннями, обезголовленнями та бійнею».
Лоу, як і інші пірати того часу, намагався залякати своїх жертв, щоб вони здалися, погрожуючи вбити або тортурами. Екіпаж корабля-жертви заважав офіцерам захищати судно, тому що вони боялися піратської помсти. Під час інших тортур один із членів екіпажу Лоу випадково порізав йому рот. Невдала операція назавжди залишила Лоу зі шрамом.
Шнява під назвою «Unity» була додана до флоту та використовувався як тендер, але була залишена під час зустрічі з військовим кораблем «Mermaid». У міру зростання успіху Лоу в Карибському басейні зростала і його популярність. Згодом за його голову було оголошено винагороду, і Лоу вирушив на Азорські острови, знову об'єднавшись із Чарльзом Гаррісом. Оскільки вони тероризували Азорські острови, посилився тиск з боку влади, яка на той час звернула особливу увагу на Лоу, незважаючи на орди піратів, що діяли в той час.

### Поразка

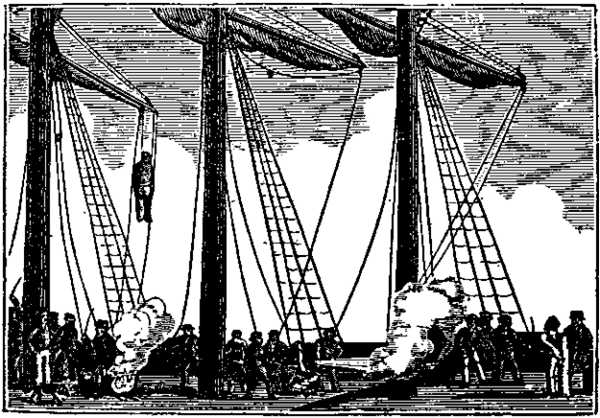
Жорстокість капітана Лоу з «Власної книги пірата» (1837)

Лоу, Гарріс і їхні кораблі вирушили з Азорських островів до Кароліни. 10 червня 1723 року вони зазнали гучної поразки в битві з важкоозброєним військовим кораблем HMS «Greyhound», якого було відправлено під командуванням Пітера Солгарда полювати на Лоу та його флот. Лоу втік на «Fancy» з основним екіпажем і 150 000 фунтів стерлінгів золота на борту і повернувся на Азорські острови, покинувши «Ranger» Гарріса, якого було захоплено в полон.
Двадцять п'ять членів екіпажу «Ranger», включаючи корабельного лікаря, були засуджені між 10 і 12 липня, а сам Солгард давав свідчення та розповідав про битву. Чоловіки були повішені за тяжкий злочин, піратство та пограбування поблизу Ньюпорта, штат Род-Айленд, 19 липня 1723 року. Гарріса відправили назад до Англії та повісили в Доці страт у Ваппінгу. Коли Солгард повернувся до Нью-Йорка, йому відзначили особливими почестями і подарували від міста золоту табакерку за його участь у притягненні членів команди Лоу до відповідальності.

### Кінець кар'єри Лоу
Лоу, все ще капітан «Fancy», відплив на північ. Він захопив китобійне судно в 80 милях (130 км) від берега і перебуваючи в поганому настрої після зіткнення з «Greyhound»і втрати Гарріса катував капітана, перш ніж вистрелити йому в голову. Він пустив екіпаж китобія дрейфувати без провіанту, щоб померти від голоду. Їм пощастило, і вони досягли Нантакета, штат Массачусетс, після важкої подорожі. Залишившись біля узбережжя Північної Америки, команда Лоу захопила рибальський човен біля острова Блок. Лоу обезголовив капітана судна, а команду відправив на берег. Коли він захопив ще два рибальські човни поблизу Род-Айленда, його дії стали настільки жорстокими, що команда відмовилася виконувати його наказ катувати рибалок.
Знову прямуючи на південь, Лоу наприкінці червня 1723 року захопив 22-гарматний французький корабель і велике віргінське торгове судно «Merry Christmas». Після поразки від «Greyhound», Лоу став «особливо жорстоким» до своїх англійських жертв. Його флот із трьох кораблів об'єднався з Джорджем Лоутером у липні. Наприкінці 1723 року флот Лоу та Лоутера зустрів біля узбережжя Гвінеї «Delight» Спріггса, на якому було встановлено чотирнадцять гармат. Через два дні Спріггс і Лоутер покинули Лоу, залишивши йому «Merry Christmas», який на той час мав 34 гармати, як його єдиний корабель.

### Доля
Існують суперечливі відомості про обставини смерті Лоу. Капітан Чарльз Джонсон (псевдонім, за яким, як вважають деякі дослідники, ховався Даніель Дефо) стверджував у своїй «Загальній історії піратів», що суперечить іншим джерелам, що Лоу та «Fancy» востаннє бачили поблизу Канарських островів і Гвінеї. Однак на момент його книги 1724 року жодних інших повідомлень не було. Він звернув увагу на одну чутку про те, що Лоу вирушив до Бразилії, а іншу — що корабель Лоу затонув під час шторму з загибеллю усього екіпажу. Матеріали з експозиції лондонського Національного морського музею стверджують, що він ніколи не був спійманий і закінчив свої дні в Бразилії.
The Pirates Own Book і Роб Оссіан припускають, що Лоу був залишений екіпажем «Merry Christmas» дрейфувати на човні без провізії після заколоту, спричиненого вбивством Лоу сплячого підлеглого після сварки. Його екіпаж обрав капітана Шиптона командувати «Merry Christmas» і вони продовжуватимуть плавати разом зі Спріггсом у Карибському морі. Згодом Лоу врятував французький корабель; коли французька влада дізналася про його особу, він був притягнутий до суду та був повішений на Мартиніці в 1724 році.

## Піратські прапори Лоу

Художня інтерпретація початкового прапора Лоу

Художня інтерпретація піратського прапора Едварда Лоу

Художня інтерпретація прапора Зелений трубач Едварда Лоу

Спочатку Лоу використовував той самий прапор, що й Едвард Тіч («Чорна борода»). Пізніше він використовував власний прапор — червону фігуру скелета на чорному фоні, яка стала сумно відомою. Він вперше підняв власний прапор наприкінці липня 1723 року. Лоу також використовував зелений шовковий прапор із жовтою фігурою трубача. Цей прапор Лоу піднімав над бізанню власного корабля, щоб скликати капітанів свого флоту на зустріч на борту свого флагмана.

## Піратський статут Лоу
У Лоу на кораблі був власний статут — кодекс поведінки та іронічне посилання на Військовий статут Британського королівського флоту. The Boston News-Letter приписує Лоу перелічені нижче статті. Перші вісім із цих статей по суті ідентичні тим, які Чарльз Джонсон приписує Лоутеру.
Цілком імовірно, що обидва звіти правильні і що Лоу та Лоутер мали однакові статті, причому дві додаткові статті Лоу були ордонансом або поправкою, прийнятою після того, як обидві команди розділилися.
I. Капітан матиме дві повні частки в здобичі; Квартирмейстер матиме одну частку з половиною; Лікар, Помічник, Канонір і Боцман - одна частку та одну чверть.

II. Той, кого буде визнано винним у тому, що він володів будь-якою незаконною зброєю на борту корабля або на борту будь-якого захопленого нами Приза, щоб наносити удари або жорстоко поводитись один з одним у будь-якому відношенні, понесе покарання, яке передбачає Капітан і більшість Компанії вважатиме за потрібне.
III. Той, хто буде визнаний винним у боягузтві під час бою, понесе те покарання, яке капітан і більшість Компанії вважатимуть за потрібне.
IV. Якщо золото, коштовності, срібло тощо, будуть знайдені на борту будь-якого Призу або Призів вартістю одне Песо, а той, хто їх знайшов, не передав його Квартирмейстеру протягом 24 годин, він понесе таке покарання, як Капітан і більшість Компанії вважатиме за потрібне.
V. Той, кого буде визнано винним у азартних іграх або в обмані один одного на суму одного реала, понесе покарання, яке Капітан і більшість Компанії вважатимуть за потрібне.
VI. Той, хто матиме нещастя втратити кінцівку під час бою, матиме суму шістсот піастрів і залишатиметься на борту стільки, скільки вважатиме за потрібне.
VII. У разі реальної потреби завжди буде виділена гідна допомога.
VIII. Той, хто першим побачить в морі вітрило, матиме на борту найкращий пістолет або стрілецьку зброю.
IX. Той, хто буде винний у пияцтві під час бою, понесе те покарання, яке капітан і більшість роти вважатимуть за потрібне.
X. Не дозволяється стріляти в трюмі.

## Спадщина
Діяльність Едварда Лоу, а також інших піратів того часу, таких як Едвард Тіч («Чорна Борода»), Бартолом'ю Робертс і Вільям Флай, призвели до значного збільшення військової присутності для захисту судноплавних шляхів, що призвело до фактичного завершення золотої доби піратства.

До 1700 року європейські держави мали у своєму розпорядженні достатньо військ і кораблів після закінчення низки воєн, щоб почати краще захищати свої важливі колонії у Вест-Індії та на американському континенті, не покладаючись на допомогу каперів. Піратів, що базувалися в Карибському морі, вигнала з морів нова британська ескадра, що базувалася в Порт-Роялі на Ямайці, а також флотилія іспанських каперів, що базувались в портах Іспанського Майну, відома як Берегова охорона (ісп. Guarda de Costa) або просто Охорона (ісп. Guarda).

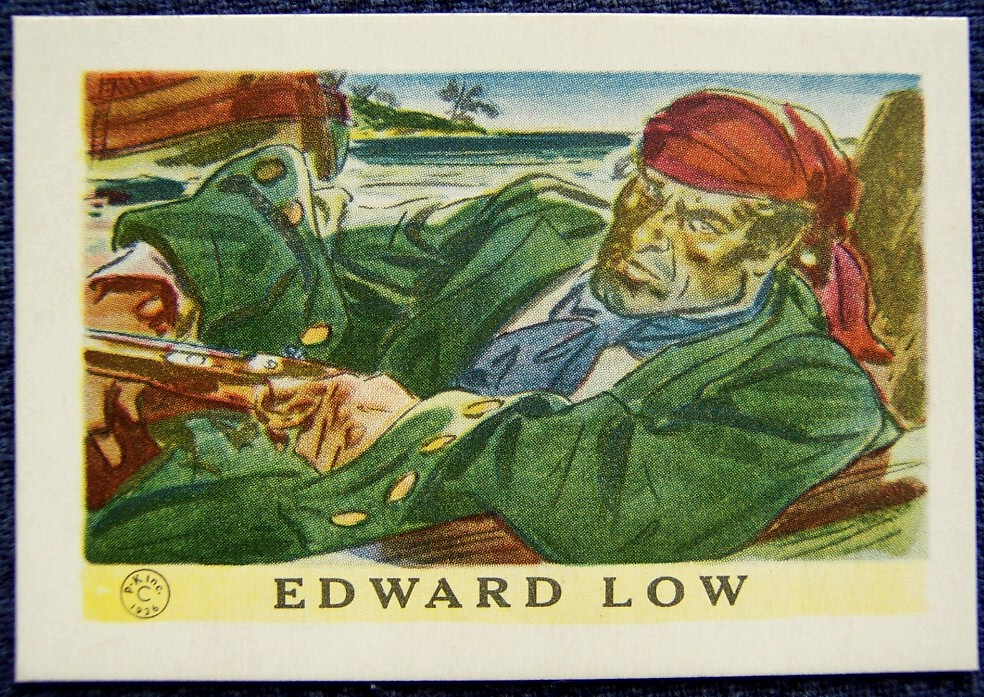
Листівка Pac-Kups Jolly Roger Pirate 1936 року із зображенням художника про Едварда Лоу

Про Лоу згадується менше, ніж про інших не менш плідних піратів, таких як Тіч і Стід Боннен. Говард Пайл у дитячій книзі про піратів 1880 року сказав: «Ніхто не стояв вище в торгівлі, ніж [Лоу], і ніхто не піднімався на більш високі висоти кровожерливої та безпринципної злоби. Це дивно, що так мало написано й оспівано про цю могутню людину, адже він був таким же гідним історії та пісні, як і Чорна Борода». Сер Артур Конан Дойл у своїй праці «Зелений прапор» описав Лоу як «дикого й відчайдушного», а також людину «дивовижної та гротескної жорстокості». «Нью-Йорк Таймс» зазначав, що «Лоу та його команда стали жахом Атлантики, і його грабіжницькі дії відбувалися в усіх куточках океану, від узбережжя Бразилії до великої банки Ньюфаундленду».
Лоу фігурує на марках і ювілейних монетах країн Карибського басейну. Поштова марка із зображенням Лоу була випущена Каймановими островами в 1975 році, а в 1994 році уряд Антигуа і Барбуди зобразив Лоу та його бригантину «Rebecca» на стодоларовій монеті, виготовленій із сусального золота як законний платіжний засіб.
«Нед Лоу» — один із піратів, представлених на атракціоні «Пірати Карибського моря» в парку «Діснейленд» у Каліфорнії. Приписуваний Лоу прапор використовувався для прапора вигаданого пірата Сао Фенга у пригодницькій франшизі «Пірати Карибського моря». В серіалі Starz «Чорні вітрила» роль Неда Лоу зіграв актор Тадг Мерфі.
Деякі місця, повязані з піратською діяльністю Лоу, такі як води навколо островів Шолс біля Нью-Гемпшира та острова Айл-Хот у Новій Шотландії, приваблюють мисливців за скарбами, які шукають артефакти на кораблях, які він потопив.